# Squirrel Mountain Valley (Kalifornija)
Squirrel Mountain Valley je naseljeno područje za statističke svrhe u američkoj saveznoj državi Kalifornija. Prema popisu stanovništva iz 2010. u njemu je živjelo 547 stanovnika.